# 2015 FNSうたの夏まつり
『2015 FNSうたの夏まつり』（2015 エフエヌエスうたのなつまつり）は、フジテレビ系列で2015年7月29日 19:00 - 23:08（JST）に生放送された通算4回目の『FNSうたの夏まつり』である。

## 概要
『FNSうたの夏まつり』としては、第4回目となる。今年も会場は国立代々木競技場第一体育館で4時間を超える生放送となった。また、司会が草彅剛から森高千里と渡部建へ変更された。
出演アーティストは69組だった。
この回は、19:00 - 20:53（第1部）・20:53 - 23:08（第2部）（いずれもJST）の2部構成で放送。また、司会やゲストミュージシャンの一部が『水曜歌謡祭』におけるレギュラーで、スタッフも重複している面がある。また、演歌勢はこの回より一切出演していない。
翌2016年3月を以て『水曜22時枠ドラマ』が廃枠になったため、2013年以来続いた「水曜22時枠ドラマを休止して放送する」体制は、今回が最後となった（『FNS歌謡祭』も。なお『水曜22時枠ドラマ』は2022年4月に再開の予定）。

## 当日のステージ
今回のステージの最多出演者は、水曜シンガーズであり、6曲に参加している。
ももいろクローバーZの高城れには左手橈骨遠位端骨折のため出演を辞退した。
マーク・パンサーは2008年以来7年ぶりのテレビパフォーマンスとなった。
番組前半では、坂本九が没後30年を迎えるため、坂本九の名曲「見上げてごらん夜の星を」「上を向いて歩こう」の2曲を、複数の出演アーティストのコラボレーションで披露された。
番組後半では、globeのデビュー20周年を記念して、メンバーの小室哲哉とマーク・パンサーが、治療中のKEIKOの代わりにchay、JUJU、May J.といった今の時代をときめく女性ボーカリストとのコラボレーションで「Feel Like dance」「Can't Stop Fallin' in Love」「DEPARTURES」の3曲のスペシャルメドレーを披露した。
ジャニーズ事務所からはSMAP、TOKIO、V6、嵐、関ジャニ∞、Hey! Say! JUMP、Kis-My-Ft2、舞祭組、Sexy Zoneと、9組が出演しており、9組のうちTOKIO、V6、嵐、関ジャニ∞、Hey! Say! JUMPの5組は『FNSうたの夏まつり』に初出演となった。
SMAPは翌年、出演を辞退し、同年の12月31日をもって解散を発表したため、同番組へは今回が最後の出演となった。
V6が「Wait for You」の披露前には、V6と司会の森高千里・渡部建を含め、ジャニーズ事務所の先輩であるTOKIO、後輩である嵐もステージに登場して、V6のデビュー20周年を祝福したコメントを含めたV6との思い出にまつわるトークを展開した。また、この他に、司会の森高・渡部と出演アーティストのふなっしー、嵐、鈴木雅之、今市隆二・登坂広臣（三代目 J Soul Brothers from EXILE TRIBE）、TOKIO、ももいろクローバーZ、SMAPとのトークを番組の随所で行われており、例年の『FNSうたの夏まつり』よりもトークが多めの番組構成だった。
今年は、ジャニーズ事務所のTOKIO、V6、嵐、関ジャニ∞、Hey! Say! JUMPも含め、安倍なつみ、家入レオ、稲垣潤一、大島花子、大原櫻子、倖田來未、田島貴男、谷村新司、chay、Chage、新妻聖子、Happiness、平井堅、ふなっしー、Flower、BREAKERZ、星野源、マーク・パンサー、三浦大知の24組のアーティストが『FNSうたの夏まつり』に初出演した。
トップバッターは、EXILEが初めて担当して「Rising Sun」を披露した。
大トリは、例年通り、SMAPが担当して「華麗なる逆襲」を披露した。
今回は、全69曲中31曲がコラボレーションで披露と、例年より、コラボレーションが少なめで、単体での新曲披露が多めの番組構成だった。

## 出演者

### 司会
- 森高千里
- 渡部建（アンジャッシュ）

### 進行
- 軽部真一（フジテレビアナウンサー）[注 3]

### 出演アーティスト
- 安倍なつみ
- 嵐
- 杏里
- E-girls
- 家入レオ
- 稲垣潤一
- AKB48
- SKE48
- NMB48
- HKT48
- EXILE
- 大島花子
- 大原櫻子
- 華原朋美
- 関ジャニ∞[注 4]
- Kis-My-Ft2
- きゃりーぱみゅぱみゅ
- クリス・ハート
- 倖田來未
- 郷ひろみ
- 小室哲哉
- 三代目 J Soul Brothers from EXILE TRIBE[5]
- GENERATIONS from EXILE TRIBE
- JUJU
- 杉山清貴
- 鈴木雅之
- SMAP
- Sexy Zone[注 5]
- Takamiy
- 田島貴男（ORIGINAL LOVE）
- 谷村新司
- chay
- Chage
- TUBE
- T.M.Revolution
- TOKIO
- 德永英明
- 新妻聖子
- 西野カナ
- 乃木坂46
- Happiness
- 平井堅
- V6
- 舞祭組
- ふなっしー
- Flower
- BREAKERZ
- Hey! Say! JUMP
- 星野源
- マーク・パンサー
- 槇原敬之
- 三浦大知
- miwa
- May J.
- モーニング娘。'15
- ももいろクローバーZ
- 森高千里
- 和田アキ子
- WaT

### ゲストミュージシャン
- 宮本笑里
- 水曜シンガーズ（いであやか/エリック・フクサキ/川上大輔/K/GILLE/信近エリ/MACO/Ms.OOJA）

### その他のゲスト
- 小倉智昭、菊川怜 - 『とくダネ!』MC。
- 大林素子、大山加奈 - 『FIVBワールドカップバレーボール2015男女大会』サポート代表。
- 福士蒼汰、本田翼 - 月9ドラマ『恋仲』主演、主題歌を歌う家入レオおよび共演者の大原櫻子の応援。

### 音楽・演奏
音楽：武部聡志／演奏：武部聡志音楽団（pf 武部聡志、Dr 村石雅行、Ba 浜崎賢太、Gt 鳥山雄司、佐藤大剛、Key 清水俊也、Cho 今井マサキ、加藤いづみ、中嶋ユキノ、Strings 今井均ストリングス、Per 朝倉真司）

## セットリスト
| 順番 | アーティスト                                                              | 楽曲                                                   |
| ---- | ------------------------------------------------------------------------- | ------------------------------------------------------ |
| 1    | EXILE                                                                     | Rising Sun (2011)                                      |
| 2    | 杉山清貴×水曜シンガーズ                                                   | ふたりの夏物語 (1985/杉山清貴&オメガトライブ)          |
| 3    | 杏里×AKB48                                                                | CAT'S EYE (1983/杏里)                                  |
| 4    | 稲垣潤一×三浦大知×水曜シンガーズ                                          | 夏のクラクション (1983/稲垣潤一)                       |
| 5    | 舞祭組                                                                    | やっちゃった!!                                         |
| 6    | SKE48                                                                     | 前のめり                                               |
| 7    | BREAKERZ                                                                  | WE GO                                                  |
| 8    | 鈴木雅之×今市隆二・登坂広臣(三代目 J Soul Brothers) ×水曜シンガーズ       | 夢で逢えたら (1976/吉田美奈子)                         |
| 9    | 德永英明×今市隆二・登坂広臣(三代目 J Soul Brothers) ×水曜シンガーズ       | さよならの向こう側 (1980/山口百恵)                     |
| 10   | 郷ひろみ×山本彩・NMB48                                                    | セクシー・ユー (モンロー・ウォーク) (1980/郷ひろみ)    |
| 11   | T.M.Revolution                                                            | DOUBLE-DEAL                                            |
| 12   | HKT48                                                                     | 12秒                                                   |
| 13   | 大島花子×谷村新司×和田アキ子 ×新妻聖子×クリス・ハート×宮本笑里            | 見上げてごらん夜の星を (1963/坂本九)                   |
| 14   | 大島花子×安倍なつみ×谷村新司×和田アキ子 ×新妻聖子×クリス・ハート×宮本笑里 | 上を向いて歩こう (1961/坂本九)                         |
| 15   | TUBE×槇原敬之                                                             | Only You 君と夏の日を (1996/TUBE)                      |
| 16   | 森高千里×Flower                                                           | 17才 (1971/南沙織)                                     |
| 17   | TUBE×EXILE ATSUSHI                                                        | 夏だね (1992/TUBE)                                     |
| 18   | 森高千里×E-girls                                                          | 気分爽快 (1994/森高千里)                               |
| 19   | TUBE                                                                      | SUMMER TIME                                            |
| 20   | Chage×miwa×ももいろクローバーZ                                            | ふたりの愛ランド (1984/石川優子&チャゲ)                |
| 21   | 三代目 J Soul Brothers                                                    | Summer Madness                                         |
| 22   | AKB48                                                                     | Everyday、カチューシャ (2011)                          |
| 23   | JUJU                                                                      | PLAYBACK                                               |
| 24   | SMAP                                                                      | BANG! BANG! バカンス! (2005)                           |
| 25   | 平井堅                                                                    | 君の好きなとこ (2007)                                  |
| 26   | きゃりーぱみゅぱみゅ                                                      | もんだいガール                                         |
| 27   | 関ジャニ∞                                                                 | 前向きスクリーム!                                      |
| 28   | 倖田來未                                                                  | WALK OF MY LIFE                                        |
| 29   | TOKIO                                                                     | 宙船（そらふね） (2006)                                |
| 30   | TOKIO                                                                     | LOVE, HOLIDAY. (2014)                                  |
| 31   | 乃木坂46                                                                  | 太陽ノック                                             |
| 32   | NMB48                                                                     | ドリアン少年                                           |
| 33   | V6                                                                        | MUSIC FOR THE PEOPLE (1995)                            |
| 34   | V6                                                                        | 愛なんだ (1997)                                        |
| 35   | 関ジャニ∞                                                                 | がむしゃら行進曲 (2014)                                |
| 36   | 嵐                                                                        | Love so sweet (2007)                                   |
| 37   | ももいろクローバーZ×Takamiy                                               | CHA-LA HEAD-CHA-LA (1989/影山ヒロノブ)                 |
| 38   | E-girls                                                                   | Anniversary!!                                          |
| 39   | T.M.Revolution×WaT                                                        | HOT LIMIT (1998/T.M.Revolution)                        |
| 40   | 西野カナ                                                                  | もしも運命の人がいるのなら                             |
| 41   | 槇原敬之×TAKAHIRO・NESMITH・SHOKICHI(EXILE)                               | どんなときも。 (1991/槇原敬之)                         |
| 42   | 森高千里                                                                  | 私がオバさんになっても (1992)                          |
| 43   | Sexy Zone                                                                 | Cha-Cha-Cha チャンピオン                               |
| 44   | miwa×水曜シンガーズ                                                       | 君に出会えたから (2014/miwa)                           |
| 45   | 華原朋美×宮本笑里                                                         | I BELIEVE (1995/華原朋美)                              |
| 46   | chay                                                                      | あなたに恋をしてみました                               |
| 47   | Flower                                                                    | Blue Sky Blue                                          |
| 48   | 星野源                                                                    | SUN                                                    |
| 49   | 和田アキ子×鈴木雅之×Hapiness                                              | 古い日記 (1974/和田アキ子)                             |
| 50   | Hey! Say! JUMP                                                            | Chau＃                                                 |
| 51   | 三代目 J Soul Brothers                                                    | R.Y.U.S.E.I. (2014)                                    |
| 52   | モーニング娘。'15×ふなっしー                                              | 恋愛レボリューション21 (updated) (2000/モーニング娘。) |
| 53   | 郷ひろみ×GENERATIONS×Takamiy                                              | How many いい顔 (1980/郷ひろみ)                        |
| 54   | AKB48                                                                     | ハロウィン・ナイト                                     |
| 55   | 田島貴男×德永英明                                                         | 接吻 kiss (1993/ORIGINAL LOVE)                         |
| 56   | 德永英明×田島貴男                                                         | 壊れかけのRadio (1990/德永英明)                        |
| 57   | 小室哲哉×マーク・パンサー×chay                                            | Feel Like dance (1995/globe)                           |
| 58   | 小室哲哉×マーク・パンサー×JUJU×宮本笑里                                   | Can't Stop Fallin' in Love (1996/globe)                |
| 59   | 小室哲哉×マーク・パンサー×May J.                                          | DEPARTURES (1996/globe)                                |
| 60   | 平井堅                                                                    | 君の鼓動は君にしか鳴らせない                           |
| 61   | 嵐                                                                        | 青空の下、キミのとなり                                 |
| 62   | EXILE                                                                     | 24karats GOLD SOUL                                     |
| 63   | 家入レオ×大原櫻子                                                         | 君がくれた夏 (家入レオ)                                |
| 64   | 倖田來未                                                                  | FREAKY (2007)                                          |
| 65   | Kis-My-Ft2                                                                | Kiss魂                                                 |
| 66   | 槇原敬之×水曜シンガーズ                                                   | 超えろ。 (槇原敬之)                                    |
| 67   | V6                                                                        | Wait for You                                           |
| 68   | 谷村新司×AKB48グループ                                                    | 昴-すばる- (1980/谷村新司)                             |
| 69   | SMAP                                                                      | 華麗なる逆襲                                           |

## スタッフ
- 音楽：武部聡志
- 構成：山内浩嗣
- セットデザイン：YUKIE WICKSON（越野幸栄）
- 美術プロデューサー：塩入隆史、楫野淳司
- 美術進行：鈴木真吾
- 大道具：引馬幹晴、篠本匡介
- 基礎舞台：菅谷忠弘
- アートフレーム：三浦文裕、田代哲丈
- 電飾：久光義紀、渡辺信一
- アクリル装飾：永山淳
- 視覚効果：小熊雅樹
- 生花装飾：小柳幸絵
- メイク：久保田裕子
- 楽器：島津哲也（サンフォニックス）
- LED：後藤佑介（テルミック）、岩瀬直孝（テルミック）、石野創太（東京チューブ）、宇佐美良（東京チューブ）
- 技術プロデューサー／SW：米山和孝
- カメラ：上田容一郎
- 音声：菊地道元
- 映像：小幡成樹
- 照明デザイン：朝倉康之（fmt）
- 照明：大野遙平、奥山大介（fmt）、本田和人（PRG）
- 音響：松田勝治（サンフォニックス）
- クレーン：明光セレクト、ダブルビジョン、SIS
- 音響効果：中田圭三（4-Legs）、温水義成（4-Legs）
- CG：古畑資展、村上雅洋（テルミック）、瀬井貴之、小倉敦之
- 音楽コーディネート：大滝拓見
- 振付：カーニバル三浦、JUN
- 編成：藤井修
- 広報：佐藤未郷
- ホームページ担当：鈴木小織
- 運営：椎名貴一（スマイルオン）
- 場内管理：坂井伸治
- TK：石原由季、平野美紀子
- デスク：富張明子
- 事業：行武直高
- 協力：エイベックス・ライヴ・クリエイティヴ、国立代々木競技場第一体育館、ハーフトーンミュージック、坂本九音楽事務所
- 技術協力：fmt、共同テレビジョン、サンフォニックス、放映サービス、共立、田中電設、ブラボーゥ、ネクシオン、バンセイ、H!BINO、三穂電機、SHURE、PRG、KDDI
- 運営協力：キョードー東京
- 衣裳協力：京都丸紅、SOU・SOU
- アシスタントディレクター：早川和希、後藤悠樹
- アシスタントプロデューサー：加藤万貴、湯瀬恵理子、岩田恵、笹崎明奈
- フロアディレクター：大野悟、太田秀司、島田和正、平田亮輔、黒岩栄治
- 送出ディレクター：加藤智章、志賀一寿
- エグゼクティブ・プロデューサー：石田弘
- 制作プロデューサー：土田芳美、宇賀神裕子、後藤夏美
- プロデューサー：河本晃典
- チーフプロデューサー：板谷栄司、黒木彰一、三浦淳
- 演出：浜崎綾
- 制作：佐々木将
- 制作著作：フジテレビ